# Paul Fejos
Pál Fejös, llamado Paul Fejos (Budapest, 24 de enero de 1897-Nueva York, 23 de abril de 1963), fue un director de cine y antropólogo húngaro nacionalizado estadounidense. Tras su paso por Hollywood en la era muda, Fejos pasó a hacer películas sonoras en Francia antes de hacer documentales etnográficos hasta 1940.

## Filmografía
- Lidércnyomás (1920)
- Egri csillagok (1923)
- The Last Moment (1928, film perdido)
- Soledad (1928)
- Broadway (1929)
- The Last Performance (1929)
- The Big House (1930, versión alemana y francesa)
- Captain of the Guard (1930, sin acreditar)
- Menschen hinter Gittern (1931)
- L'amour à l'américaine (1931)
- Fantômas (1932)
- Tavaszi zápor (1932)
- Ítél a Balaton (1932)
- Frühlingsstimmen (1933)
- Flugten fra millionerne (1934)
- Det gyldne smil (1935)
- Fange nr. 1 (1935)
- Svarta horisonter (1936, serie de 6 cortos documentales)
- Stammen lever än (1937
- Bambuåldern på Mantaivei (1937)
- Hövdingens son är död (1937)
- Draken på Komodo (1937)
- Byn vid den trivsamma brunnen (1937)
- Tambora (1938)
- Att segla är nödvändigt (1938)
- En handfull ris (1938)
- Man och kvinna (1939)
- Yagua (1941)

## Lectura adicional
- Büttner, Elisabeth (2004). Paul Fejos Die Welt macht Film. Vienna, Austria: verlag filmarchiv Austria, Wien. ISBN 3901932313